# Iñaki Williams
Iñaki Williams Dannis (Bilbao, 15 juni 1994) is een Spaans voetballer van Ghanese afkomst die doorgaans als aanvaller speelt. Hij stroomde in 2014 door vanuit de jeugd van Athletic Bilbao, waar hij in augustus 2019 zijn contract verlengde tot medio 2028. Williams debuteerde in 2016 in het Spaans voetbalelftal en in 2022 voor het Ghanees voetbalelftal.
Zijn jongere boer Nico Williams is anno 2024 zijn ploeggenoot bij Athletic Club.

## Clubcarrière
Williams werd geboren in het Baskische Bilbao uit een Ghanese vader en een Liberiaanse moeder. Hij werd op zestienjarige leeftijd opgenomen in de jeugdopleiding van Athletic Bilbao. Daarvoor voetbalde hij bij het bescheiden Natación Pamplona. In hetzelfde jaar maakte de aanvaller zijn debuut in het tweede elftal. Williams debuteerde op 6 december 2014 in het eerste elftal, in een competitiewedstrijd tegen Córdoba CF. Hij werd in de rust vervangen voor Andoni Iraola. Williams maakte op 19 februari 2015 zijn eerste treffer voor Athletic Bilbao, in de Europa League tegen Torino.

## Clubstatistieken
| Seizoen     | Club            | Competitie       | Competitie | Competitie | Beker | Beker | Internationaal | Internationaal | Totaal | Totaal |
| Seizoen     | Club            | Competitie       | Wed.       | Dlp.       | Wed.  | Dlp.  | Wed.           | Dlp.           | Wed.   | Dlp.   |
| ----------- | --------------- | ---------------- | ---------- | ---------- | ----- | ----- | -------------- | -------------- | ------ | ------ |
| 2014/15     | Athletic Bilbao | Primera División | 19         | 1          | 4     | 1     | 2              | 1              | 25     | 3      |
| 2015/16     | Athletic Bilbao | Primera División | 25         | 8          | 5     | 3     | 7              | 2              | 37     | 13     |
| 2016/17     | Athletic Bilbao | Primera División | 38         | 5          | 3     | 2     | 8              | 1              | 49     | 8      |
| 2017/18     | Athletic Bilbao | Primera División | 38         | 7          | 1     | 0     | 13             | 3              | 52     | 10     |
| 2018/19     | Athletic Bilbao | Primera División | 38         | 12         | 3     | 2     | —              | —              | 41     | 14     |
| 2019/20     | Athletic Bilbao | Primera División | 38         | 8          | 8     | 3     | —              | —              | 46     | 9      |
| 2020/21     | Athletic Bilbao | Primera División | 38         | 6          | 6     | 1     | —              | —              | 46     | 8      |
| 2021/22     | Athletic Bilbao | Primera División | 38         | 6          | 4     | 0     | —              | —              | 44     | 8      |
| 2022/23     | Athletic Bilbao | Primera División | 18         | 5          | 4     | 0     | —              | —              | 22     | 5      |
| Club totaal | Club totaal     | Club totaal      | 290        | 58         | 38    | 12    | 30             | 7              | 362    | 78     |

Bijgewerkt op 30 januari 2023, behalve 'overige' wedstrijden 

## Interlandcarrière
Williams debuteerde in 2015 voor Spanje –21. Hij maakte op 29 mei 2016 onder leiding van bondscoach Vicente del Bosque zijn debuut in het Spaans voetbalelftal, in een oefeninterland tegen Bosnië en Herzegovina (3-1) in Sankt Gallen, net als Sergio Asenjo, Pablo Fornals, Héctor Bellerín, Diego Llorente, Denis Suárez, Mikel Oyarzabal en Marco Asensio. Hij viel in dat duel na 60 minuten in voor Asensio. Vanaf 2022 speelt hij voor Ghana.